# تازة كند غندم أباد
تازة كند غندم‌ أباد هي قرية في مقاطعة خلخال، إيران. عدد سكان هذه القرية هو 52 في سنة 2006.